# 이마이하마카이간역
이마이하마카이간역(일본어: 今井浜海岸駅、いまいはまかいがんえき)은 일본 시즈오카현 가모군 가와즈정 미타카 에 있는 이즈 급행 이즈 급행선의 역이다. 단선 승강장 1면 1선을 가진 지상역이다. 역번호는 IZ12.

## 역 구조
1개 승강장에서 양방향 열차가 발차한다.
| ■ 이즈 급행선 | 하행 | 이즈큐시모다 방면 | ■ 이즈 급행선 | 상행 | 이토 · 아타미 방면 |

## 인접역
| 이즈 급행 이즈 급행선  | 이즈 급행 이즈 급행선 | 이즈 급행 이즈 급행선    |
| ---------------------- | --------------------- | ------------------------ |
| 이즈이나토리 이토 방면 | ■ 이즈 급행선         | 가와즈 이즈큐시모다 방면 |